# Saint-Denis-en-Val

Saint-Denis-en-Val este o comună în departamentul Loiret din centrul Franței. În 1 ianuarie 2022 avea o populație de 7.768 de locuitori.